# Kultura Capulí

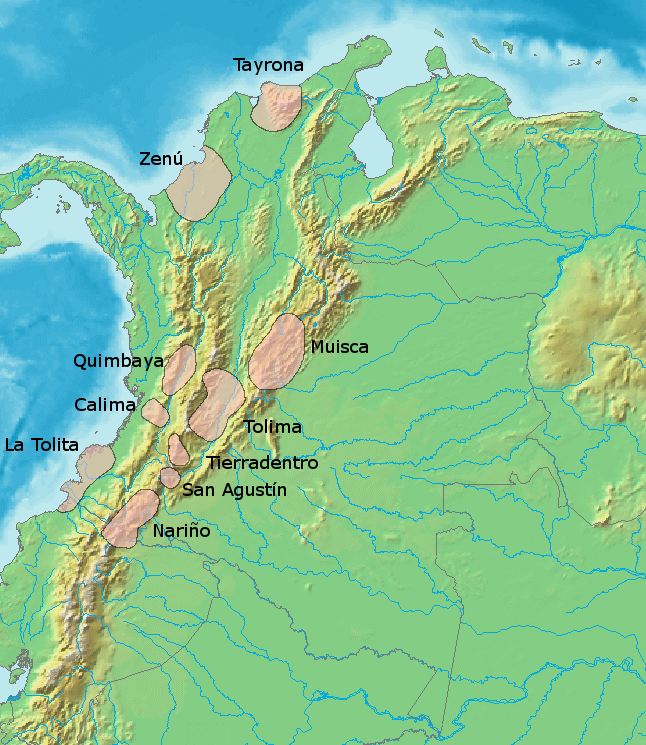
Prekolumbijskie kultury w północno-zachodniej części Ameryki Południowej – obszar kultury Capulí w obrębie kultury Carchi-Nariño oznaczony tutaj jako Narino

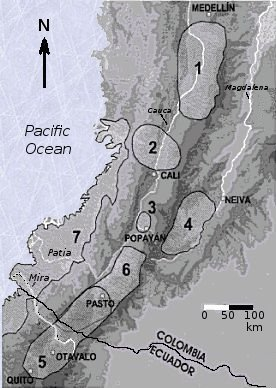
Kultury prekolumbijskie południowo-zachodniej Kolumbii i północnego Ekwadoru między 200 p.n.e. a 800 n.e.: 1.Quimbaya (II), 2.Calima (Yotoco-Malagana), 3.La Balsa, 4.San Agustín (II), 5.Capulí, 6.Piartal, 7.Tumaco-Tolita (II)

Kultura Capulí – kultura prekolumbijska rozwijająca się na terenach współczesnego północnego Ekwadoru i południowo-zachodniej Kolumbii.

## Lokalizacja
Zaliczana jest do większego kompleksu kulturalnego określanego mianem kultury Carchi-Nariño, wyodrębnionego w związku z lokalizacją odkrytych obiektów archeologicznych.
Kultura Capulí rozwijała się na obszarze około 12 tysięcy km², obejmującym centralną i północną część obecnej prowincji Pichincha oraz prowincję Imbabura i Carchi w Ekwadorze oraz departament Nariño w Kolumbii. Są to tereny górskie ze wzniesieniami ponad 3 tysiące m n.p.m., klimatem umiarkowanym, obfitymi opadami w porze deszczowej i licznymi rzekami rozpoczynającymi swój bieg w pobliżu ośnieżonych szczytów. Znanych jest (stan na 2007) 23 stanowisk archeologicznych związanych z kulturą Capulí, obejmujących miejsca pochówku zmarłych i osiedla wraz z towarzyszącymi im wysypiskami odpadów. Stanowiska te były przedmiotem eksploracji archeologicznej w l. 80. i 90. XX wieku.
Istniały prawdopodobnie dwa wielkie ośrodki rozwoju tej kultury. Pierwszy znajdował się na południu i obejmował dolinę Quito z terenami przylegającymi, drugi znajdował się na północy, na płaskowyżu, w dolinie Atriz, przy czym wywierał duży wpływ na kulturę społeczności żyjącej na całym płaskowyżu Túquerres-Ipiales-Carchi. Pomiędzy tymi centrami znajdowała się strefa pośrednia obejmująca dolinę Chota-Mira, określana mianem „wyspy wieloetnicznej”, której zasoby, szczególnie sól i koka, były zgodnie eksploatowane przez sąsiadujące społeczeństwa, w tym także przez kolonie kultury Capulí.
Kultura Capulí rozwijała się na tych terenach od I do XV wieku n.e., od V do XIII wieku n.e. współistniejąc z ludnością kultury Piartal pochodzącej z południa, będącej nośnikiem odmiennej tradycji kulturalnej, a w XIV-XV wieku z ludnością kultury Tuza.

## Społeczeństwo
Społeczeństwo Capulí miało charakter hierarchiczno-wodzowski z dominującą pozycją kacyków-szamanów. Centra polityczne najprawdopodobniej spełniały też rolę centrów religijnych. Terytorium kultury Capulí nie tworzyło jednego organizmu państwowego, lecz było podzielone na liczne rejony kontrolowane przez różne wspólnoty.
Osiedla kultury Capulí zostały dotychczas słabo przebadane, wiadomo jednak, że ludność tej kultury prowadziła osiadły tryb życia i żyła w osiedlach rozrzuconych w Andach, nierzadko na wysokości powyżej 2700 m n.p.m. Domy szamanów, w których odprawiane były rytuały, były budowane na planie koła i posiadały stożkowe dachy, a ich ściany były ozdabiane wzorami antropomorficznymi i geometrycznymi.
Analiza antropologiczna pozostałości szkieletów 76 osobników płci męskiej i żeńskiej, odnalezionych na cmentarzysku La Florida w Quito i należących niewątpliwie do elity społecznej i politycznej, pozwoliła ustalić wzrost kobiet na 145-162 cm, a mężczyzn na 159-163 cm. Podstawą żywienia była kukurydza. Członkowie elity byli dobrze odżywieni i cieszyli się dobrym zdrowiem. Nie potwierdzono występowania chorób infekcyjnych, popularnych w innych regionach Ekwadoru, ani też rytualnych czy zwyczajowych deformacji kostnych (np. występujących w niektórych innych kulturach deformacji czaszki), natomiast stwierdzono inne patologie: urazy, anemię, nowotwory, choroby pasożytnicze, próchnicę, kamicę i ropniaki pęcherzyka żółciowego oraz hipoplazję szpiku.
Ludzie tej kultury używali odzieży bawełnianej i z wełny lamy. Kobiety używały długich spódnic, które sięgały od tułowia do kostek i które były dekorowane wzorami geometrycznymi podobnymi do tych używanych w ceramice.

## Gospodarka

### Rolnictwo, myślistwo, zbieractwo, rybactwo
Podstawą gospodarki było rolnictwo, w tym przede wszystkim uprawa kukurydzy oraz roślin bulwiastych, takich jak papaja. Zajmowano się także myślistwem, zbieractwem i połowem ryb. Polowano m.in. na zające, jelenie i kuropatwy. W grobowcach odnaleziono też kości lamy, prawdopodobnie już wtedy udomowionej.

### Handel
Istniała też sieć wymiany handlowej, w której ważną rolę odgrywała sól i koka, przy czym handel był kontrolowany przez kacyków-szamanów, szczególnie handel na dalsze odległości, pomiędzy różnymi wspólnotami. Znajdował się on w rękach zawodowych handlarzy, którzy byli opłacani i zależni od kacyków, którym dostarczali egzotyczne dobra z odległych okolic (w grobowcach członków elity Capulí odkryto np. figurki kultury Tumaco-Tolita znad Pacyfiku).

### Rzemiosło użytkowe i artystyczne

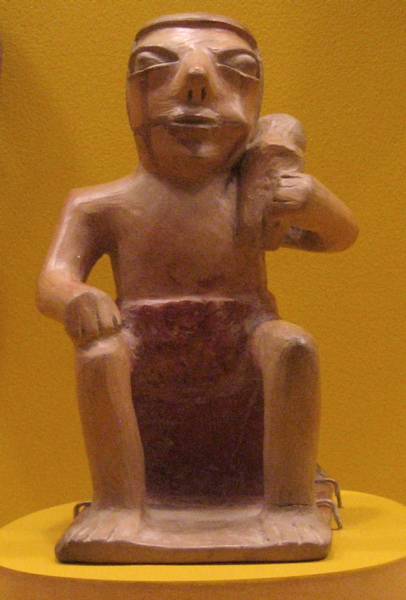
Figurka coquero ze zbiorów Los Angeles County Museum of Art

Ważną dziedziną gospodarki było rzemiosło, szczególnie garncarstwo. Garncarze Capulí wytwarzali naczynia do użytku domowego i rytualnego, figurki kobiet i mężczyzn, maski i okaryny. W dekoracjach dominował obraz dwubarwny, czarno-czerwony, nakładany techniką negatywową. Wśród naczyń ceramicznych grupę bardzo charakterystyczną dla tej kultury stanowiły puchary na wysokiej podstawie, ozdabiane dekoracją o wzorach geometrycznych zarówno na powierzchni zewnętrznej, jak i wewnątrz. Niekiedy wysoką podstawę stanowiły pojedyncze lub mnogie sylwetki ludzkie, podtrzymujące czaszę naczynia, stanowiące alegorię podtrzymywania świata. Urny grobowe były również dekorowane wzorami geometrycznymi z użyciem techniki negatywowej, wiele jednak z nich, zawierających szczątki przedstawicieli elity, są ozdobione dodatkowo obrazami ludzkich głów. Wśród figurek ludzkich najbardziej charakterystyczne są przedstawienia siedzących sztywno i przeżuwających kokę kacyków i szamanów (tzw. figurki coqueros), z rękami opartymi na kolanach, z piersią przepasaną rodzajem szarfy będącej symbolem władzy. W rękach niektórych figurek znajdują się pucharki lub instrumenty muzyczne. Wytwarzane przez artystów maski ceramiczne miały albo rozmiary zbliżone do naturalnych z otwartymi ustami w akcie żucia koki, albo miały postać miniaturową w formie zawieszki, z wyglądem tak jak w przypadku masek dużych.

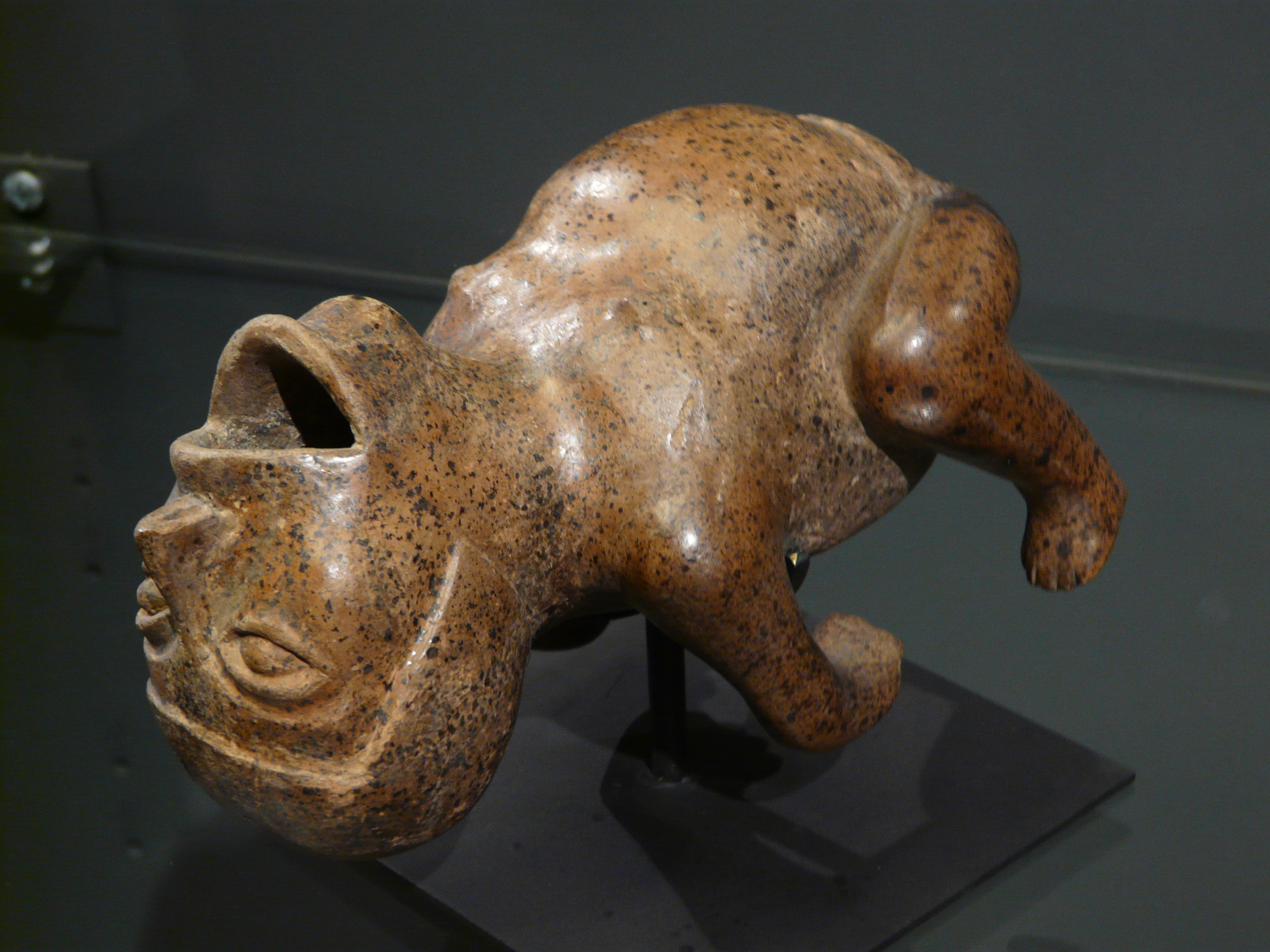
Rzeźba akrobaty-kontorsjonisty, Chilijskie Muzeum Sztuki Prekolumbijskiej w Santiago

Inną wysoką rozwiniętą dziedziną rzemiosła było złotnictwo. Do produkcji używano czystego złota i srebra oraz tumbaga. Wykorzystywane techniki to: odlewanie, kucie, spawanie, natomiast do najbardziej powszechnych technik zdobniczych należały wycinanie, drążenie, szlifowanie czy nakładanie błyszczącej powierzchni. Złotnicy wykonywali rozmaite ozdoby ciała, z których najbardziej charakterystyczne były:
- diademy w kształcie litery H,
- pektorały o formie geometrycznej i dekorowane sylwetkami ludzi żujących kokę oraz małp,
- napierśniki (tzw. pezoneras) wykonane ze złotych blaszek lub drutu zwiniętego w spiralę,
- okrągłe zawieszki do uszu nieozdabiane lub zdobione wzorami geometrycznymi, twarzami ludzkimi czy głowami kotów,
- kolczyki do nosa.

Ludziom kultury Capulí nieobca była muzyka. Rzemieślnicy wykonywali instrumenty muzyczne, przy czym do najbardziej popularnych zaliczały się dzwony, dzwoneczki, okaryny i fletnie Pana. Można je niekiedy zaobserwować w rękach figurek coqueros. Wytwarzane były także narzędzia metalowe, takie jak dłuta i siekiery.

## Religia i zwyczaje pogrzebowe
Społeczeństwo Capulí wyznawało kult przodków. Było to społeczeństwo zróżnicowane pod względem społecznym, co znalazło odbicie w praktykach pogrzebowych, w organizacji cmentarzy, w formie i głębokości grobowców. Szeregowi członkowie społeczeństwa byli chowani w prostych grobach szybowych o głębokości od 1 do 4 m. Bogatsi byli chowani w grobowcach z szybem kwadratowym lub prostokątnym i z komorą boczną o kształcie wydłużonym lub półeliptycznym, przykrytą wielkim kamieniem, przy czym głębokość grobowca wahała się między 4 a 6 m. Grobowce elity posiadały jedną lub kilka komór bocznych, łączących się jakby poprzez fałszywe wrota, i miały głębokość od 9 do 40 m. Kacykowie-szamani byli chowani wraz z innymi osobami, często składanymi w ofierze w momencie pogrzebu wodza, tak, aby towarzyszyli mu podczas podróży w zaświatach – w sumie w tych grobowcach znajdowano do 14 pochówków kacyka i jego towarzyszy.

## Sztuka
W sztuce Capulí dominuje naturalizm. Z przedstawień zwierzęcych najczęściej spotyka się figurki małp, będących najprawdopodobniej symbolem władzy elit rządzących, gwarantujących stabilność społeczno-polityczną wspólnoty. W przedstawieniach antropomorficznych dominują figurki coqueros, maski ceramiczne i metalowe (z metali szlachetnych). Sylwetki ludzkie były przedstawiane w pozach statycznych, a nacisk twórców kładziony był w tym przypadku na oddanie stanów świadomości (osoby żujące kokę) i stratyfikację społeczną (kacykowie i szamani siedzący na tronach i kobiety siedzące na podłodze). Wzory dominujące w ceramice Capulí to przede wszystkim wzory geometryczne stanowiących kombinację trójkątów, diamentów i spirali, których połączenie dawało możliwość tworzenia różnorodnych kompozycji geometrycznych (trójkątów, rombów, linii poziomych, okręgów, punktów) i przedstawień stylizowanych zwierząt, szczególnie małp.